# جنگ ستارگان: نبرد رو در رو
جنگ ستارگان: نبرد رو در رو (انگلیسی: Star Wars: Battlefront) یک بازی ویدئویی در سبک تیراندازی اول شخص
تیراندازی سوم شخص است؛ که در پلت‌فرم‌های مایکروسافت ویندوز، پلی‌استیشن ۲، پلی‌استیشن همراه، پلی‌استیشن ۴، نینتندو دی‌اس، Mobile Phone، ایکس‌باکس، و ایکس‌باکس وان منتشر شده‌است.